# Pseudindalmus burckhardti
Pseudindalmus burckhardti es una especie de coleóptero de la familia Endomychidae.

## Distribución geográfica
Habita en Malasia.